# Enrobeuse

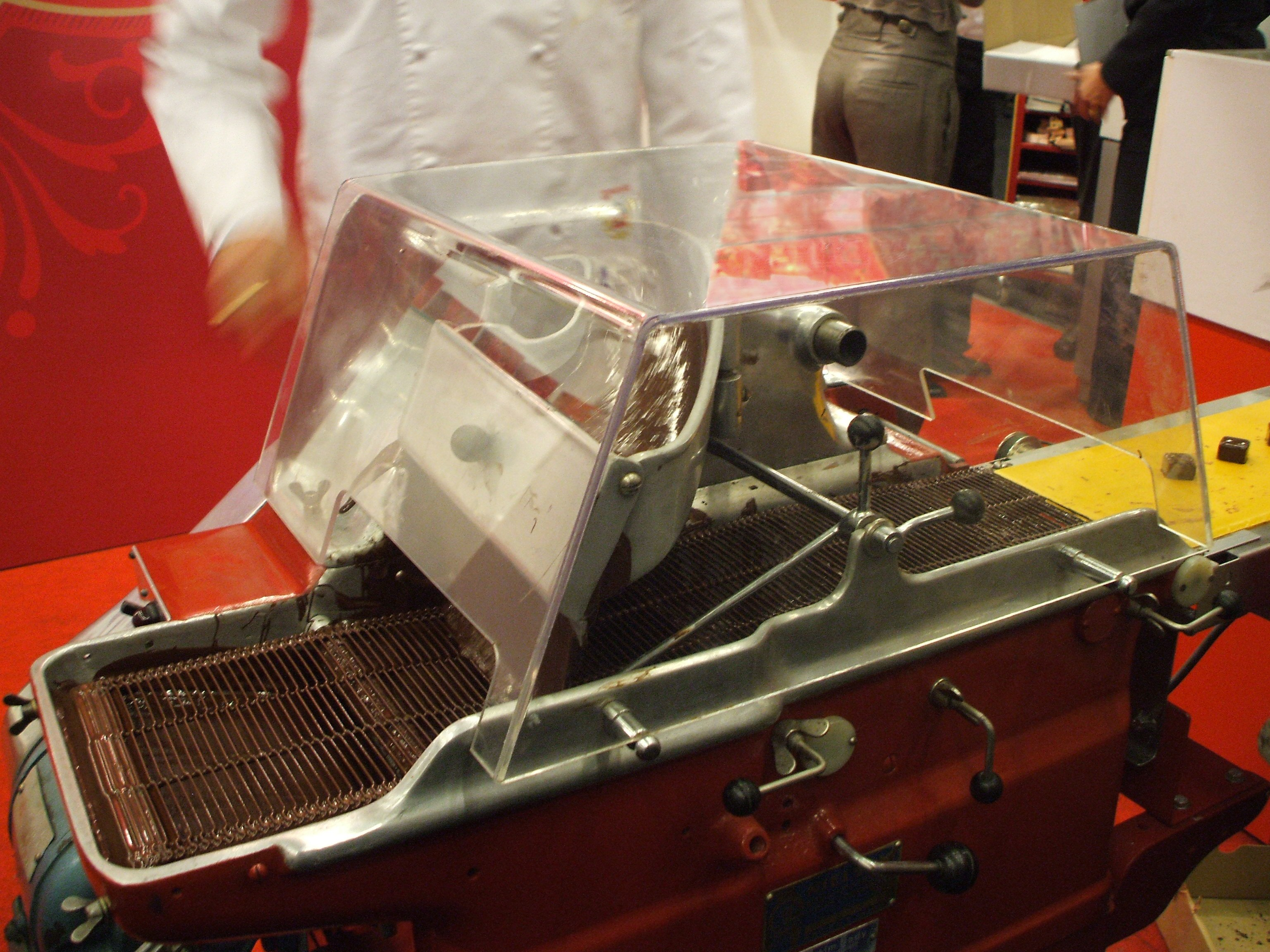
Une enrobeuse à chocolat.

Une enrobeuse sert à recouvrir totalement ou partiellement de chocolat des pièces de confiserie comme des fruits confits, pâte d’amande, céréale, nougat, ganache, praliné...

## Description
La machine tempère le chocolat et un système de tuyaux fait couler le chocolat sur la pièce à enrober, le cœur, par des buses de pulvérisation ou le plus souvent sous un rideau de chocolat. Le cœur est sur une grille roulante, passe à travers le rideau de chocolat, puis un système de vibration retire le trop plein. Une soufflerie à la sortie permet d'ajuster l'épaisseur de chocolat autour du cœur.
Le chocolat en surplus traverse la grille, retombe dans le bac collecteur avant d'être tempéré à nouveau et refaire un circuit.
Un tunnel de refroidissement peut compléter le dispositif pour refroidir le chocolat et permettre un conditionnement en sortie.